# Guamiranga
Guamiranga este un oraș în Paraná (PR), Brazilia.